# Орден дому Саксен-Ернестіне
Орден дому Саксен-Ернестіне (нім. Herzoglich Sachsen-Ernestinischer Hausorden) — нагорода династичний орден, що був заснований 25 грудня 1833 року герцогами Саксен-Альтенбурзьким Фрідріхом, Саксен-Кобург-Готським Ернстом I та Саксен-Майнінгенським Бернгардом II для нагородження своїх підданих за воєнні та за громадські заслуги перед Ернестінськими герцогствами.
З часу заснування було запропоновано 5 класів нагороди: Великий Хрест, Командорський Хрест із зіркою 1 класу, Командорський Хрест 2 класу, Лицарські хрести 1 та 2 класу. Усі нагороди призначалися для заохочення офіцерського корпусу . В 1864 році була запроваджена срібна медаль із позолотою, яка була скасована 3 1918, наприкінці світової війни.
Орденом дому династії Саксен-Ернестіне за часів Першої світової війни було нагороджено:
- Великим Хрестом — 62 особи;
- Командорським Хрестом із зіркою — 68 осіб;
- Командорським Хрестом — 410 осіб;
- Лицарським Хрестом 1 класу — 879 осіб;
- Лицарським Хрестом 2 класу — 2 027 чоловік.

| Стрічки нагород |                                  |                                 |
| Планка нагороди | Кавалер ордену II класу з мечами | Кавалер ордену I класу з мечами |

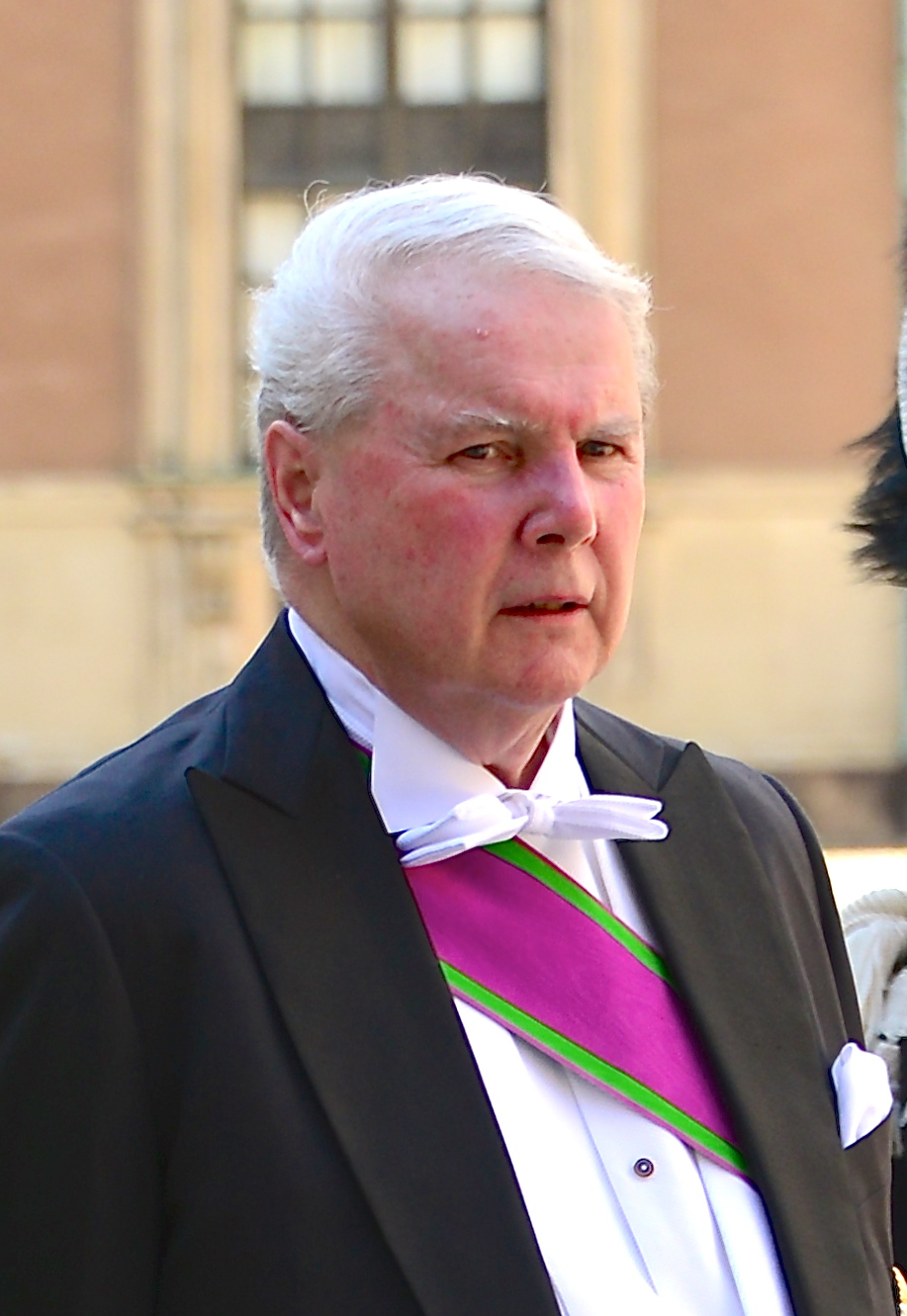
Андреас, принц Саксен-Кобург-Готський і герцог Саксонії із великим хрестом ордена (2013).

В 1935 році нагородження орденом були заборонені Адольфом Гітлером. В 1955 році нагородження відновились, з цього часу 20 чоловік отримали великий хрест ордені (не враховуючи членів сім'ї Габсбургів).